# 中華民國—海地關係
中華民國—海地關係是指中華民國與海地之間的外交關係。雙方在1957年建立公使級外交關係，1965年升格為大使級，1980年代起互派大使且均於對方首都設立大使館。

## 歷史

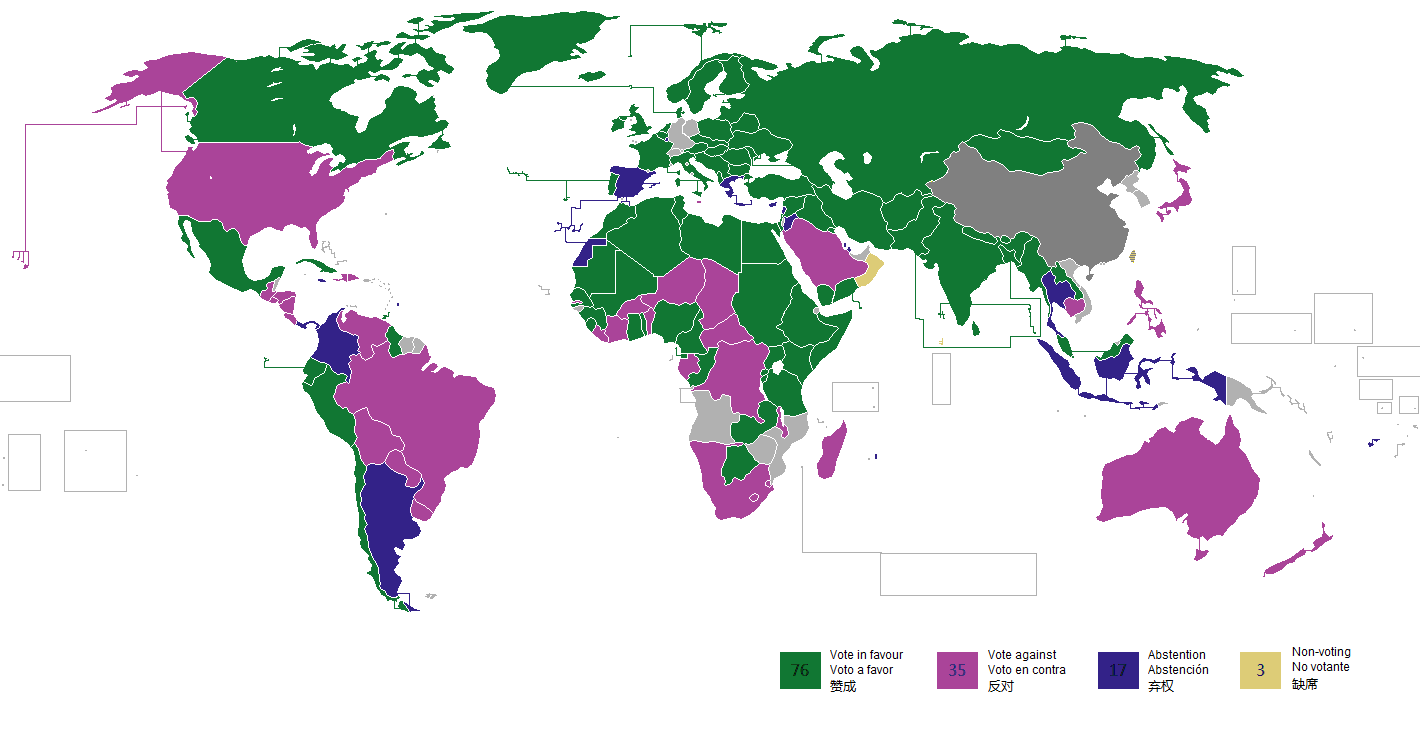
紫色國家表示在1971年的投票中反對《聯合國大會2758號決議》者，其中包括海地。

- 1956年4月25日，中華民國與海地建立公使級外交關係。[1]

- 1956年7月2日，中華民國政府任命駐古巴公使兼轄海地。[2]

- 1960年5月30日，在海地首府太子港設立公使館。[2]

- 1965年9月7日，中華民國政府將公使館升格為大使館。[2]

- 1974年12月，中華民國副总统严家淦访问海地。[3]

- 1980年4月8日，海地首任駐華大使呈遞國書，由海地駐日本大使兼任。[2]

- 1981年8月16日，海地代辦抵臺北設立大使館。[2]

## 高層互訪

### 現任海地政府高層
國家元首 海地國家元首列表：執政過渡委員會主席，任期至2026年2月7日
行政首長 臨時總理：費艾梅(Alix Didier Fils-Aimé)2024年11月上任，任期至2026年2月7日
國會議長 參議院議長：2023年1月10日起因全部參議院議員之任期屆滿，無法運作。；眾議院議長：2020年1月13日起因全部眾議院議員之任期屆滿，無法運作。

#### 海地訪華團（1990年後）
| 國家元首                                             |                  |               |
| 軍政府主席 (Matthieu Prosper Avril)                  | 1990/01          |               |
| 總統 (Rene Garcia Preval)                            | 1998/04、2000/10 |               |
| 總統 (Jean Bertrand Aristide)                        | 1992/08、2002/07 |               |
| 總統 (Michel Joseph Martelly)                        | 2014/04          |               |
| 總統 (Jovenel Moïse)                                 | 2018/05          |               |
| 元首配偶                                             |                  |               |
| 夫人米蘭·馬尼加 (Mirlande Manigat)                   | 1988/04          | [ 5 ]         |
| 行政首長                                             |                  |               |
| 總理魏萊 (Claudette Antoine Werleigh)                | 1995/12          |               |
| 總理雅克-愛德華·亞歷克西 (Jacques-Édouard Alexis)    | 2000/01          |               |
| 國會議長                                             |                  |               |
| 眾議院議長巴斯田 (Kely C. Bastien)                   | 1997/02          |               |
| 參議院議長巴斯田 (Kely C. Bastien)                   | 2009/05          |               |
| 參議院議長笛哈斯 (Simon Dieuseul Desras)             | 2012/11          |               |
| 參議院議長 (Youri Latortue)                          | 2017/11          |               |
| 參議院議長 (Joseph Lambert) 眾議院議長 (Gary Bodeau) | 2018/05*         | *陪同總統訪問 |

#### 中華民國訪海地團（1999年後）
| 國家元首         |                  |  |
| 總統馬英九       | 2013/08、2015/07 |  |
| 總統蔡英文       | 2019/07          |  |
| 行政首長         |                  |  |
| 行政院院長蕭萬長 | 1999/01          |  |
| 行政院院長游錫堃 | 2002/08          |  |
| 考試院長         |                  |  |
| 院長許水德       | 2001/02          |  |
| 院長姚嘉文       | 2004/01          |  |

## 兩國合作項目

### 有關雙邊政府間簽署合作協定或備忘錄
| 日期          | 簽署                                 | 備註     |
| ------------- | ------------------------------------ | -------- |
| 1966年6月25日 | 《友好條約》                         |          |
| 1971年8月31日 | 《友好暨合作協定》                   | [ 註 1 ] |
| 1974年7月30日 | 《貿易協定》                         |          |
| 1983年5月18日 | 《文化技術暨科學合作協定》           |          |
| 2006年5月12日 | 《禽流感疫情交換合作瞭解備忘錄》     |          |
| 2014年4月22日 | 《執行強化稻種生產能力計畫合作協定》 |          |

## 兩國貿易
| 年分 | 貿易總額   | 年增減   | 排名 | 出口至海地 | 年增減   | 排名 | 自海地進口 | 年增減   | 排名 |
| ---- | ---------- | -------- | ---- | ---------- | -------- | ---- | ---------- | -------- | ---- |
| 2022 | 48,056,390 | ▼12.83%  | 110  | 43,903,640 | ▼13.93%  | 96   | 4,152,750  | ▲0.69%   | 127  |
| 2023 | 25,215,667 | ▼47.529% | 122  | 17,572,811 | ▼59.974% | 112  | 7,642,856  | ▲84.043% | 112  |
| 2024 | 24,790,728 | ▼1.685%  | 120  | 19,445,542 | ▲10.657% | 105  | 5,345,186  | ▼30.063% | 123  |

- 中華民國－海地主要出口項目：白米、其他針織或鉤針織品、其他紡織材料針織品或鉤針織品、其他合成纖維棉梭織物、其他轉印紙、耕耘機、貨品材料升降機、機動車輛零附件、縫紉機、光敏半導體裝置、桌扇、立扇、壁扇、窗扇、吊扇或屋頂通風扇等。[8]
- 中華民國－海地主要進口項目：其他鋼鐵廢料及碎屑、鋁廢料及碎屑、棉製Ｔ恤衫、已調製或保藏之海參、銅廢料及碎屑、不鏽鋼廢料及碎屑、回收之未漂白牛皮紙或紙板、乾光參、其他乾/鹹或浸鹹海參、人造纖維製Ｔ恤衫、合成纖維製男用長短褲、人造纖維製上衣、乙烯聚合物之廢料等。[8]

## 旅遊

### 簽證

持中華民國護照的中華民國公民可以免簽證的方式入境海地。

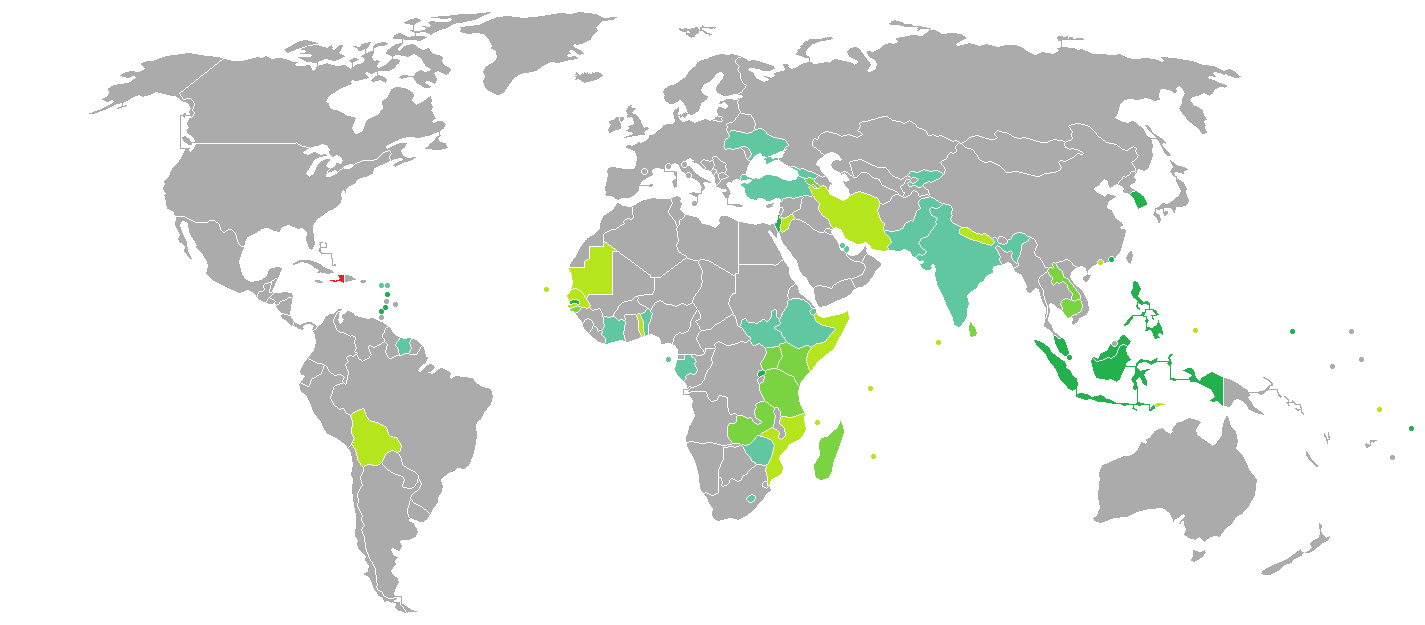
持海地護照的海地公民可以免簽證的方式入境中華民國。

持有中華民國護照的中華民國公民可以免簽證的方式入境，從事非工作性質之停留，可免申辦簽證，最長可停留90天，停留逾90天需申請簽證展期或居留證，逾期停留出境時需繳納罰款。
持海地護照的海地公民可以免簽證的方式入境中華民國90日。

### 航空客運
兩國目前無直航班機，來往海地之客運航線有以下方式：
1.搭乘飛往紐約-甘迺迪班機。
2.轉機即可到達太子港-杜桑·盧維杜爾國際機場。
＊上述目的地國際機場為鄰近該國首都或該國最主要樞紐機場，若要前往該國其他國際機場或國內線機場詳見海地機場。
＊航線會因航空公司營運狀況更改或取消，出發前應與負責該航線的航空公司確認航線及航班，以免影響權益。

## 外部連結
- 中華民國外交部海地共和國簡介 （页面存档备份，存于） （繁體中文）(Facebook （页面存档备份，存于） 、X)

- 中華民國駐海地共和國大使館 （页面存档备份，存于） （繁體中文）（法文）(Facebook （页面存档备份，存于） 、X)

- 海地共和國外交部 （页面存档备份，存于）（法文）(Facebook （页面存档备份，存于）、X)